# 普勒姆巴戈 (加利福尼亞州)
普勒姆巴戈（英語：Plumbago）是位於美國加利福尼亞州謝拉縣的一個非建制地區。該地的面積和人口皆未知。

## 地理
普勒姆巴戈的座標為39°27′08″N 120°49′04″W / 39.45222°N 120.81778°W，而該地的平均海拔高度為1299米（即4262英尺）。